# Variety (revistă)
Variety este o revistă săptămânală americană de divertisment din New York City, New York, fondată în 1905 de Sime Silverman. Daily Variety, o ediție zilnică cu sediul în Los Angeles, California, a fost fondată în 1933 de Silverman. În 1998 a apărut Daily Variety Gotham, cu sediul în New York City.

## Istorie
"Variety" a fost publicat din 16 decembrie 1905, când a fost lansat de Sime Silverman ca un periodic săptămânal care acoperă teatrul și spectacolele de vodevil cu sediul în New York City.
Sime a fost concediat de The Morning Telegraph în 1905 pentru că a făcut un act care a scos un anunț pentru 50 de dolari,  și a spus că părea că va trebui să-și înceapă propria lucrare pentru a putea spune adevărul.  Cu un împrumut de 1.500 de dolari de la socrul său, el a lansat Variety ca editor și editor.

## Legături externe
- Variety.com website
- Variety's slanguage dictionary
- Variety's self-described history
- description by the Parisian Bibliothèque du film Arhivat în 14 februarie 2006, la Wayback Machine.
- article from Le Monde about Variety's 100th anniversary